# ロスバスタチン
ロスバスタチン（Rosuvastatin）は、塩野義製薬が創成した医薬品である。脂質異常症の治療薬で、日本ではアストラゼネカとの併売、他国ではアストラゼネカが販売している。商品名クレストール。

## 適応症と流通
脂質異常症、家族性高コレステロール血症の適応がある。2005年3月18日に薬価収載された。後にOD錠（口腔内崩壊錠）も追加で販売開始された。2023年6月、開発メーカーである塩野義製薬は「クレストール」・「クレストールOD」の製造・販売の終了を告知し、ロスバスタチンの供給から撤退した。アストラゼネカも2025年6月にOD錠の製造販売を終了した。2025年6月現在は、後発品とアストラゼネカ製の「クレストール錠」が流通している。

## 禁忌
- 過敏症の既往歴のある患者
- 肝機能が低下していると考えられる患者（急性肝炎、慢性肝炎の急性増悪、肝硬変、肝癌、黄疸）
- 妊婦または妊娠している可能性のある婦人および授乳婦
- シクロスポリンを投与中の患者

### 原則禁忌
- 腎機能に関する臨床検査値に、異常がある患者へのフィブラート系薬剤との併用

## 副作用
治験時の副作用発現率は18.8%であり、主な副作用は、筋肉痛(3.2%)、ALT(GPT)上昇(1.7%)、CK(CPK)上昇(1.6%)であった。
添付文書に重大な副作用として記載されている項目は、横紋筋融解症、ミオパチー、免疫性壊死性ミオパチー、肝炎、肝機能障害、黄疸、血小板減少、過敏症状（血管浮腫等）、間質性肺炎、末梢神経障害、多形紅斑である。（多形紅斑は頻度不明。その他は0.1%未満。）

## 作用機序
いわゆるスタチン系薬剤のひとつである。メバロン酸代謝を阻害するHMG-CoA阻害剤であるが、ロスバスタチンの薬効は他剤と比較して強力であり、「ストロングスタチン」のひとつである。

## 特徴
ロスバスタチンは、心血管疾患のない中等度リスクの人において、心血管イベントを有意に抑制した。(ハザード比 25%低下、P＜0.001)